# 세상 어디에도 없는 착한남자
《세상 어디에도 없는 착한남자》는 2012년 9월 12일부터 2012년 11월 15일까지 KBS 2TV에서 방영된 한국방송공사 수목 미니시리즈로, 여자의 배신을 비로소 알아챈 남자가 복수를 계획하게 되면서 벌어지는 갈등과 사랑을 그린 정통 멜로 드라마다.
아울러, 문채원 (서은기 역)은 해당 작품에 앞서 SBS 드라마 스페셜 옥탑방 왕세자 캐스팅 물망에 거론됐으나 사극 이미지가 고착되는 것을 우려해 고사했다.

## 등장인물

### 주요 인물
- 송중기 : 강마루 역 (아역 : 강찬희) - 의대생 → 태산그룹 기획조정실 팀장 → 보건소 의사
- 문채원 : 서은기 역 - 태산그룹 이사
- 박시연 : 한재희 역 (아역 : 박소영) - 전직 기자, 서정규의 내연녀, 서은석의 엄마

### 마루의 주변 인물
- 김흥기 : 강사진 역 - 마루와 초코의 아버지 (사진출연)
- 이광수 : 박재길 역 - 마루의 친구
- 이유비 : 강초코 역 (아역 : 한서진) - 마루의 이복동생
- 조성하 : 석민혁 역 - 신경외과 의사, 의대생 시절 마루의 지도교수, 서은기의 주치의 (특별출연)
- 김미국 : 석인혁 역 - 식민형의 이복동생

### 은기의 주변 인물
- 김영철 : 서정규 역 - 태산그룹 회장 (특별출연)
- 이상엽 : 박준하 역 - 법무팀 변호사
- 진경 : 현정화 역 - 비서

### 재희의 주변 인물
- 김태훈 : 안민영 역 - 서정규의 심복, 법무팀 변호사
- 오용 : 조영배 역 - 비서
- 조휘준 : 서은석 역 - 한재희의 아들
- 양익준 : 한재식 역 - 한재희의 오빠

### 그 외 인물
- 윤미향 : 은기네 가사도우미 역
- 김예원 : 김유라 역 - 박재길의 전 여자친구
- 전병욱 : 의사 역
- 강찬양
- 한기중 : 서정규에 대해 제보하려는 남자 역 - 전 태산그룹 직원
- 김재화 : 화장품 컴플레인 거는 여자 역
- 서왕석 : 김유라의 전 남자친구 역 - 조폭
- 임지현 : 스튜어디스 역
- 조현진 : 스튜디어스 역
- 전단아
- 황석정 : 마루네 이웃주민 역
- 김성훈 : 의사 역
- 오희준 : 어린시절 한재희를 찾는 남자 역
- 원승묵
- 이창 : 마루에게 반한 여자의 남편 역
- 소희정 : 마루에게 반한 여자 역
- 육미라 : 의사 역
- 한채윤
- 안현정
- 이상홍 : 경찰 역
- 김일구 : 경찰 역
- 김승훈 : 의사 역
- 김정은
- 서진욱 : 오디션 심사위원 역
- 남태부 : 오디션 참가자 역
- 임윤주
- 김선하
- 이도엽 : 브리핑 하는 남자 역
- 김중기 : 태산그룹 임원 역
- 김윤희 : 마루를 찾아 온 여자 역
- Henny Sevende : 리차드 역 - '롤링'의 대표
- 민복기 : 박재길 아버지 회사의 직원 역
- 김은경
- 서광재 : 노조위원장 역
- 박성일 : 노조위원 역
- 박윤식 : 노조위원 역
- 김시영 : 기자 역
- 김여울
- 김미라
- 김현아 : 술집 마담 역
- 김민진 : 경찰 역
- 이예슬
- 안수호 : 야바위꾼 역
- 이병철 : 야바위놀이 하는 남자 역
- 박웅선 : 야바위놀이 하는 남자 역
- 김동연
- 윤홍빈 : 마루에게 사기당한 남자의 아들 역
- 원근희 : 박 회장 역 - 미래그룹 회장, 조 대표의 남편
- 유민희
- 김정태
- 조용상 : 태산그룹 보안직원 역
- 구연희
- 최효상 : 태산그룹 이사 역
- 곽현
- 신나라
- 박은영
- 김민상 : 검사 역
- 김기현 : 남 사장 역 - 모성화학 사장
- 김가영
- 이일섭 : 김 대표 역
- 최욱 : 형사 역
- 김재흠 : 술주정 하는 남자 역
- 한동환 : 아웃도어 담당 직원 역
- 강문경 : 신문사 사회부 부장 역
- 이준희 : 기자 역
- 왕보인
- 박진성
- 김나정
- 민응식 : 형사 역

### 아역
- 박희건 : 이찬영 역 - 지주막하출혈 환자
- 유제건 : 제건 역 - 담벼락에 낙서하는 아이
- 김주은 : 주은 역 - 담벼락에 낙서하는 아이
- 최다인 : 박슬기 역 - 재길과 초코의 딸
- 이영은 : 강명주 역
- 정인후 : 남동석 역
- 김예건 : 불량학생 역
- 장미 : 거지학생 역
- 정빈후 : 은석여자친구 역
- 정영준 : 도둑학생 역
- 박신영 : 박진우 역 - 사고몽치 멍청이
- 박선영 : 남동주 역 - 초등학생 이녀석
- 정민승 : 구민준 역

### 특별출연
- 이병준 : 최 이사 역 (1회)
- 신다은 : 꽃뱀 역 (1회, 5회)
- 데니 안 : 김정훈 역 - 서은기의 전 남자친구, 일도그룹 대표 (2회, 15회)
- 김서라 : 서은기의 어머니 역 (3회)
- 조은숙 : 순자 역 - 초코의 어머니 (3회)
- 유연수 : 순자의 남편 역 (3회)
- 정은표 : 정무길 역 - 주호전자연구소 사장 (9~10회)
- 이영란 : 조 대표 역 - 미래백화점 대표, 박 회장의 부인, 서은기 어머니의 절친 (9회)

## 시청률
최저 시청률과 최고 시청률은 시청률 조사회사와 지역별로 시청률에 차이가 있을 수 있습니다.
| 2012년      | 2012년      | 2012년         | 2012년       | 2012년         | 2012년       |
| 회차        | 방송일      | TNmS 시청률    | TNmS 시청률  | AGB 시청률     | AGB 시청률   |
| 회차        | 방송일      | 대한민국(전국) | 서울(수도권) | 대한민국(전국) | 서울(수도권) |
| ----------- | ----------- | -------------- | ------------ | -------------- | ------------ |
| 제1회       | 9월 12일    | 10.7%          | 10.9%        | 10.5%          | 11.5%        |
| 제2회       | 9월 13일    | 11.4%          | 11.6%        | 9.9%           | 11.3%        |
| 제3회       | 9월 19일    | 13.9%          | 14.6%        | 13.8%          | 14.5%        |
| 제4회       | 9월 20일    | 13.8%          | 15.4%        | 13.3%          | 14.2%        |
| 제5회       | 9월 26일    | 14.5%          | 14.8%        | 14.0%          | 15.7%        |
| 제6회       | 9월 27일    | 16.0%          | 17.8%        | 16.0%          | 18.1%        |
| 제7회       | 10월 3일    | 17.9%          | 18.6%        | 17.3%          | 18.6%        |
| 제8회       | 10월 4일    | 15.0%          | 14.4%        | 15.1%          | 16.6%        |
| 제9회       | 10월 10일   | 15.8%          | 17.3%        | 15.3%          | 17.3%        |
| 제10회      | 10월 11일   | 16.2%          | 17.3%        | 14.9%          | 15.7%        |
| 제11회      | 10월 17일   | 15.0%          | 16.5%        | 14.3%          | 15.3%        |
| 제12회      | 10월 18일   | 16.4%          | 17.0%        | 15.1%          | 15.7%        |
| 제13회      | 10월 24일   | 18.2%          | 18.7%        | 17.1%          | 18.8%        |
| 제14회      | 10월 25일   | 18.5%          | 19.6%        | 16.7%          | 18.4%        |
| 제15회      | 10월 31일   | 17.1%          | 17.6%        | 18.3%          | 20.6%        |
| 제16회      | 11월 1일    | 18.8%          | 19.8%        | 17.1%          | 18.8%        |
| 제17회      | 11월 7일    | 18.2%          | 19.6%        | 16.2%          | 16.4%        |
| 제18회      | 11월 8일    | 16.8%          | 18.1%        | 18.2%          | 19.7%        |
| 제19회      | 11월 14일   | 18.5%          | 19.9%        | 17.9%          | 19.3%        |
| 제20회      | 11월 15일   | 18.6%          | 20.2%        | 18.0%          | 19.4%        |
| 평균 시청률 | 평균 시청률 | 16.1%          | 17.0%        | 15.5%          | 16.8%        |

## 사운드 트랙

### Part.1
| #  | 제목                               | 재생 시간 |
| -- | ---------------------------------- | --------- |
| 1. | 〈사랑은 눈꽃처럼 - XIA (준수)〉   | 3:49      |
| 2. | 〈Lonely〉 (Various Artists)       | 1:27      |
| 3. | 〈Bueno Hombre〉 (Various Artists) | 2:08      |
| 4. | 〈Blue Moon〉 (Various Artists)    | 1:56      |
| 5. | 〈Late Autumn〉 (Various Artists)  | 2:04      |

### Part.2
| #  | 제목                  | 작사   | 작곡   | 재생 시간 |
| -- | --------------------- | ------ | ------ | --------- |
| 1. | 〈착한여자〉 (이수영) | 한태수 | 한태수 | 2:54      |

### Part.3
| #  | 제목                       | 작사   | 작곡   | 재생 시간 |
| -- | -------------------------- | ------ | ------ | --------- |
| 1. | 〈좋은 사람입니다〉 (조은) | 유상희 | 박정욱 | 3:23      |

### CD Part.1
| #   | 제목                                                          | 작사   | 작곡   | 재생 시간 |
| --- | ------------------------------------------------------------- | ------ | ------ | --------- |
| 1.  | 〈사랑은 눈꽃처럼 - XIA (준수)〉                              |        |        | 3:49      |
| 2.  | 〈착한여자〉 (이수영)                                         | 한태수 | 한태수 | 2:54      |
| 3.  | 〈좋은 사람입니다〉 (조은)                                    | 유상희 | 박정욱 | 3:23      |
| 4.  | 〈Lonely〉 (Various Artists)                                  |        |        | 1:27      |
| 5.  | 〈재희와 마루 (With Empty Heart & Change)〉 (Various Artists) |        |        | 2:32      |
| 6.  | 〈Bueno Hombre〉 (Various Artists)                            |        |        | 2:08      |
| 7.  | 〈Waltz In Sorrow〉 (Various Artists)                         |        |        | 2:50      |
| 8.  | 〈은기와 마루 (With Late Autumn)〉 (Various Artists)          |        |        | 2:04      |
| 9.  | 〈Melancholy〉 (Various Artists)                              |        |        | 2:03      |
| 10. | 〈Blue Moon〉 (Various Artists)                               |        |        | 1:56      |
| 11. | 〈은기 (With Magnolia)〉 (Various Artists)                    |        |        | 1:33      |
| 12. | 〈Late Autumn〉 (Various Artists)                             |        |        | 2:04      |
| 13. | 〈Empty Heart〉 (Various Artists)                             |        |        | 2:43      |
| 14. | 〈Broken Heart〉 (Various Artists)                            |        |        | 1:50      |
| 15. | 〈Water Lily〉 (Various Artists)                              |        |        | 2:32      |
| 16. | 〈Magnolia〉 (Various Artists)                                |        |        | 2:45      |

### Part.4
| #  | 제목              | 작사   | 작곡   | 재생 시간 |
| -- | ----------------- | ------ | ------ | --------- |
| 1. | 〈정말〉 (송중기) | 김지수 | 김지웅 | 4:22      |

### CD Part.2
| #   | 제목                                         | 작사   | 작곡   | 재생 시간 |
| --- | -------------------------------------------- | ------ | ------ | --------- |
| 1.  | 〈정말〉 (송중기)                            | 김지수 | 김지웅 | 4:22      |
| 2.  | 〈너만을 원했다〉 (손호영)                   |        |        | 3:30      |
| 3.  | 〈사랑해요〉 (윤빛나라)                      |        |        | 3:47      |
| 4.  | 〈Change〉 (Various Artists)                 |        |        | 2:22      |
| 5.  | 〈Here To Stay〉 (Various Artists)           |        |        | 2:01      |
| 6.  | 〈Complicación〉 (Various Artists)           |        |        | 2:59      |
| 7.  | 〈Waltz In Sorrow Guitar〉 (Various Artists) |        |        | 1:54      |
| 8.  | 〈Beautiful Love〉 (Various Artists)         |        |        | 1:52      |
| 9.  | 〈Nobody Sees Me〉 (Various Artists)         |        |        | 2:19      |
| 10. | 〈Despedida〉 (Various Artists)              |        |        | 1:46      |
| 11. | 〈Laberinto〉 (Various Artists)              |        |        | 2:57      |
| 12. | 〈Lonely Street〉 (Various Artists)          |        |        | 2:03      |
| 13. | 〈Colisión De Frente〉 (Various Artists)     |        |        | 2:45      |
| 14. | 〈Before Winter Comes〉 (Various Artists)    |        |        | 1:20      |

## 참고 사항
- KBS 드라마운영팀의 곽기원 팀장의 인터뷰에서, "본래 제목이 《세상 어디에도 없는 차칸남자》였으나, 수 많은 시청자들이 방송통신심의위원회에 드라마 제목이 한글을 파괴한다며 민원을 제기하여 국립국어원이 제목 변경을 요구하였고, 3회부터는 현재의 제목으로 변경되었다"라고 덧붙였다.[4]
- 또한, KBS 드라마본부의 고영탁 국장의 인터뷰에서, "'세상 어디에도 없는 착한남자'의 후속작인 '아이리스 2'가 2009년 하반기 방영작 중 지상파 유일의 블록버스터 첩보 액션물인 '아이리스'를 시청했던 수 많은 시청자들의 계속적인 요청에 따라 KBS가 야심차게 기획한 속편 드라마로서, 당초 2012년 하반기 방영작으로 가닥을 잡았다가, 악천후 등 기상 악화로 인해 해외 로케이션 촬영 준비가 늦어지는 관계로, 작자 미상의 고전 소설 '전우치전(田禹治傳)'을 극화한 퓨전 사극물 '전우치'를 우선 편성하여, 석 달 간격을 맞춰서, 본방송 시점을 이듬해인 2013년 2월 13일로 최종 확정했다"라고 설명하였다.

## 수상 경력
- 2012년 KBS 연기대상 네티즌상, 남자 최우수 연기상, 베스트 커플상 송중기
- 2012년 KBS 연기대상 네티즌상, 여자 최우수 연기상, 베스트 커플상 문채원

## 동시간대 드라마
- MBC 수목 미니시리즈

《아랑 사또전》 (2012년 8월 15일 ~ 2012년 10월 18일)
《못난이 송편》 (2012년 10월 24일 ~ 2012년 10월 25일)
《보고싶다》 (2012년 11월 7일 ~ 2013년 1월 17일)
- SBS 드라마 스페셜

《아름다운 그대에게》 (2012년 8월 15일 ~ 2012년 10월 4일)
《대풍수》 (2012년 10월 10일 ~ 2013년 2월 7일)